# Juliette Schoppmann
Juliette Schoppmann (Stade, 18 marzo 1980) è una cantante tedesca.

## Biografia
Juliette Schoppmann è salita alla ribalta nel 2002, quando ha partecipato alla prima edizione della versione tedesca di Pop Idol, dove si è classificata seconda. Dopo il programma, la cantante ha firmato un contratto discografico con la Sony BMG. Il suo album di debutto, intitolato Unique, è stato pubblicato a inizio 2004 ed ha raggiunto la 15ª posizione nella classifica tedesca e la 74ª in quella svedese. È stato promosso da tre singoli: una cover di Calling You, che ha raggiunto il 10º posto in Germania, il 56º in Austria e il 23º in Svezia, Only Uh, Uh,..., 60º in madrepatria e 72º in Svezia, e I Still Believe, arrivato in 9ª posizione in Germania e in 100ª in Svezia.

## Discografia

### Album in studio
- 2004 – Unique

### Singoli
- 2003 – Calling You
- 2003 – Only Uh, Uh,...
- 2004 – I Still Believe
- 2011 – This Special Night
- 2013 – To the Sky